# Kriesch János
Kriesch János (Reinthal, Habsburg Birodalom, 1834. március 29. –  Budapest, 1888. október 21.) biológus, zoológus, mezőgazdász, a Magyar Tudományos Akadémia levelező tagja. Zoológiai munkássága elsősorban a halak vizsgálatára irányult, emellett az utókor a darwinizmus, illetve a szociáldarwinizmus első magyarországi képviselői közt tartja számon. Életművének további jelentőségét a korszerű halászat és méhészet megteremtéséért kifejtett tevékenysége adja. Körösfői-Kriesch Aladár (1863–1920) és Kriesch Laura (1879–1966) festő- és iparművészek édesapja.

## Életútja
Hétgyermekes családban született, állatorvos apja plántálta el benne a természettudományok szeretetét. Középiskoláit Lengyelországban és Csehországban végezte. 1859-ben a Bécsi Egyetemen szerzett természetrajz-tanári oklevelet, tanulmányaival párhuzamosan újságíróként is dolgozott a császárvárosban. Oklevele kézhezvételét követően rövid ideig a Giesseni Egyetemen folytatott anatómiai és szövettani kutatásokat a parazitológus Rudolf Leuckart mellett. 1859-től Ungváron volt az akkor szervezett főgimnázium természetrajztanára, 1861-től 1864-ig pedig a budai főgimnáziumban oktatott. 1862-ben a József Műegyetemre nevezték ki a természetrajz és áruismeret helyettes tanárává, 1864-ben pedig a növény-, állattani és áruismereti tanszék nyilvános rendes tanárává, később – a természetrajzi tanszékek szétválásával – feladata az állattan oktatására korlátozódott. 1868-ban a pesti állatkert vezetésével bízták meg, de konfliktusoktól terhes, rövid időszakot követően még ugyanabban az évben lemondott az igazgatói tisztségről. 1873-tól 1882-ig az egyetemes és vegyészmérnöki osztály dékáni, 1884–1886-ban pedig a műegyetem rektori tisztét töltötte be.
A Vízivárosi temetőben temették el.

## Munkássága
Pályája első szakaszában főként hidrozoológiai érdekű kutatási eredményeit publikálta. A piócák anatómiáját és fiziológiáját áttekintő, 1866-ban megjelent munkáját a Magyar Természettudományi Társulat Bugát-díjával jutalmazták. Jelentősek voltak a magyarországi halfauna monografikus feldolgozására irányuló kutatásai. A Magyar Tudományos Akadémia megbízásából 1870-es, illetve 1872-es útjai során a Magas-Tátra faunáját, állatföldrajzi viszonyait tanulmányozta. Tervbe vette a hazai hüllőfauna monografikus feltárását is, de ennek megvalósítását korai halála megakadályozta.
Elméleti biológusként szemléletét erőteljesen meghatározták a darwinizmus tanai. A természeti törvényszerűségeknek, az evolúció szelekciós mechanizmusának az emberi társadalomra és kultúrára való alkalmazásával Magyarországon a szociáldarwinizmus első képviselője volt. Biológiai nézeteit tekintette át 1883-ban A modern zoológia szempontjai és czéljai címen elhangzott akadémiai székfoglalójában.
Az említetteken túlmenően tudományos érdeklődése a zoológia és a biológia több más kérdéskörére kiterjedt. Egyebek mellett tanulmányozta az egysejtűek (protiszták és ázalékállatkák), a virágállatok és szivacsok világát, foglalkozott szervezettannal, az állatok szaporodásával, a szűznemzéssel, az evolúció és az egyedfejlődés során fellépő degeneráció (elfajulás) problémájával. Ismertette a házi méhek élősködőit, s rovartani szempontból vizsgálta a szőlő filoxérás megbetegedéséért felelős szőlőgyökértetűt (Viteus vitifoliae), valamint a fenyőtűlevél elsárgulását okozó ezüstfenyő-levéltetűt (Elatobium abietinum). Botanikai írásaiban kritika alá vette a növényi energiaforgalomra vonatkozó Friedrich Ferdinand Runge-féle fitokémiai elméletet.
Részben zoológiai munkássága kapcsán bontakozott ki a korszerű halgazdálkodás és méhészet elméleti alapjainak megteremtésére irányuló tevékenysége. Halfaunisztikai kutatásaival párhuzamosan kidolgozta a piaci igényeket kielégítő haltenyésztés biológiai és üzemszervezési alapjait. Ajánlásait 1867-ben adta be Halaink és haltenyésztésünk címmel a Magyar Tudományos Akadémia Vitéz József-féle pályázatára, amelyért aranykoszorús díjat nyert, s pályaműve a következő évben nyomtatásban is megjelent. A földművelésügyi tárca felkérésére hasonló munkát végzett a korszerű méztermelés előmozdítására. 1871-ben megjelent áttekintése az első magyar nyelven kiadott okszerű méhészeti kézikönyv volt, amelyben áttekintette kora legmodernebb eljárásait, s megvetette a hazai méztermelés módszertani, rovar- és élettani alapjait. Szervezőmunkájával sokat tett e két gazdasági ágazat fejlesztéséért, kiállításokat szervezett és Magyarország képviseletében több nemzetközi halgazdasági és méhészeti konferencián vett részt.
1864-ben A természetrajz vezérfonala, illetve 1868-ban A természetrajz elemei címen három-három kötetben megjelent, ásvány-, növény- és állattani részből álló tankönyvei a későbbi évtizedekben – bővítve és átdolgozva – számos kiadást megértek. 1880-tól 1888-ig a Méhészeti Lapok, 1881-től haláláig a Halászati Lapok, 1885-től 1888-ig a Blätter für Bienenzucht folyóiratok szerkesztője volt. A százat is meghaladja az 1863 után a Természettudományi Közlönyben megjelent szakcikkeinek száma.
Életművének sajátos termékei névtelenül megjelent felvilágosító ponyvakiadványai (Hogy bánik Kondor Gábor a boszorkányokkal, 1887; Pál gazda és a méhek, 1887).

## Társasági tagságai
1863-tól rendes, 1875-től örökös tagja volt a Magyar Természettudományi Társulatnak, 1868 után a választmány munkájában is részt vett. A kezdeményezésére és szervezőmunkájának köszönhetően 1878-ban megalapított Országos Méhészeti Egyesület első ügyvezető alelnöke volt haláláig. Emellett 1880-ban tevékenyen közreműködött a Felső-magyarországi Halászati Egyesület megszervezésében, 1885-től pedig az Országos Halászati Egyesület első ügyvezető alelnöke volt.
Természettudományi munkásságáért 1881-ben a Magyar Tudományos Akadémia levelező tagjává választották, s a matematikai és természettudományi osztály tagjaként vett részt a tudós társaság munkájában.

## Főbb művei
- A természetrajz vezérfonala. Buda, 1864.
- Boncz- és élettani tanulmányok a nadályról. Pest, 1866.
- Halaink és haltenyésztésünk. Pest: Magyar Tudományos Akadémia. 1868.
- Az okszerű méhészet elemei. Vácz, 1871.
- A természetrajz elemei.  Budapest: Athenaeum. 1874.
- Állattani utazási jelentések az 1870. és 1872. évekről. Budapest: Magyar Tudományos Akadémia. 1875.
- Egy új halfaj. Budapest: Magyar Tudományos Akadémia. 1875. (A tarka gébről)
- Hasznos és kártékony állatainkról II.: Halak. Budapest: Szent István Társulat. 1876.
- Az állatok társadalmi viszonyairól: Népszerű természettudományi előadások gyűjteménye. Budapest: Királyi Magyar Természettudományi Társulat. 1879.
- A modern zoológia szempontjai és czéljai. Budapest: Magyar Tudományos Akadémia. 1883. (Akadémiai székfoglalója)
- A rovarok világa: Különösen az ipar és kereskedelem szempontjából. Budapest: Királyi Magyar Természettudományi Társulat. 1885.